# Daddy's Home (album de Big Daddy Kane)
Pour les articles homonymes, voir Daddy's Home.
Albums de Big Daddy Kane
Looks Like a Job For…
(1993) Veteranz Day
(1998)
Singles
1. In the PJ s
Sortie : 1994

Daddy's Home est le sixième album studio de Big Daddy Kane, sorti le 13 septembre 1994.
L'album s'est classé 26e au Top R&B/Hip-Hop Albums et 155e au Billboard 200.

## Liste des titres
| No  | Titre                                                                                     | Contient un (des) sample(s) de | Durée |
| --- | ----------------------------------------------------------------------------------------- | --- | ----- |
| 1.  | Daddy's Home                                                                              | | 3:04  |
| 2.  | Brooklyn Style... Laid Out (featuring Big Scoob)                                          | | 3:47  |
| 3.  | In the PJ's (featuring Big Scoob)                                                         | Close the Door de Teddy Pendergrass La Di Da Di de Doug E. Fresh et Slick Rick | 3:58  |
| 4.  | Shown & Prove (featuring Big Scoob, Sauce, Shyleim, J.z, Ol' Dirty Bastard et DJ Premier) | Theme From Shaft d'Isaac Hayes The Show de Doug E. Fresh, Slick Rick et The Get Fresh Crew                                                                                         | 5:36  |
| 5.  | Lyrical Gymnastics                                                                        | Theme From Mahogany (Do You Know Where You're Going To) de Diana Ross You're the One I Need de Barry White Greatest Love of All de Whitney Houston A Who Seh Me Dun de Cutty Ranks | 3:55  |
| 6.  | That's How I Did 'Em                                                                      | | 1:02  |
| 7.  | Sex According to the Prince of Darkness                                                   | Fool Yourself de Little Feat Double Trouble at the Amphitheatre de Double Trouble                                                                                                  | 3:41  |
| 8.  | 3 Forties and a Bottle of Moet                                                            | Yes We Can Can des Pointer Sisters | 1:30  |
| 9.  | The Way It's Going Down                                                                   | Mary Jane de Rick James The Garden Freestyle de The Notorious B.I.G. et Big Daddy Kane featuring 2Pac, Big Scoob et Shyheim                                                        | 3:53  |
| 10. | Somebody's Been Sleeping in My Bed                                                        | Get Out of My Life Woman de Solomon Burke Somebody's Been Sleeping de 100 Proof Aged in Soul                                                                                       | 3:13  |
| 11. | W.G.O.N.R.S.                                                                              | Inner City Blues (Make Me Wanna Holler) de Marvin Gaye What's Going On de Marvin Gaye Funky President de James Brown                                                               | 4:21  |
| 12. | Let Yourself Go                                                                           | Pot Belly de Lou Donaldson | 4:08  |
| 13. | Don't Do It to Yourself (featuring Big Scoob)                                             | | 4:35  |